# A Naruto dzsucuinak listája
Ez a lista Kisimoto Maszasi Naruto című manga- és animesorozatában szereplő dzsucukat mutatja be. A dzsucu (術; Hepburn: jutsu), mely önmagában „készséget” vagy „technikát” jelent egy általános jelző, melyek a sorozatban szereplő nindzsák ember- és természetfeletti képességeire utal. A sorozat története egy kitalált világban játszódik, ahol számos föld verseng a hatalom megszerzéséért. Ezek a földek erőfölényüket olyan nindzsák kiképzésével próbálják biztosítani, akik természetfeletti erőket is képesek bevetni a harc során. A Naruto szereplői a dzsucut egy csakrának nevezett energiaforma befolyásolására használják, mely a test fizikai és szellemi energiáinak keveréke. A dzsucuk három különböző kategóriába sorolhatóak. A nindzsucu egy általános technika, melynek semmiféle kapcsolata sincs a másik kettővel. A gendzsucu illúziók létrehozására szolgál, míg a taidzsucu a test fizikai energiáját használja szintén fizikai támadások végrehajtására.
A sorozat megalkotója, Kisimoto Maszasi azért hozta létre a dzsucu fogalmát, hogy magyarázatot adjon szereplői különleges képességeire és hogy eredetiséget kölcsönözzön a mangájában szereplő nindzsáknak. A dzsucu bemutatása a sorozatban számos pozitív és negatív kritikát váltott ki más anime- és mangakiadóktól valamint egyéb, ezzel a témakörrel foglalkozó médiától. A T.H.E.M. Anime Reviews ismertetőjében elismerően írt a dzsucukról, mint a Naruto egyik központi eleméről, de ugyanakkor megjegyezte annak túlzott használatát és folytonos ismétlődését is a harci jelenetekben. Az Anime News Network véleménye megegyezett ezzel, ugyanakkor dicsérte annak látványos bemutatását mind a mangában, mind pedig az animében.

## A dzsucuk megalkotása és az alapelgondolás
A dzsucu fogalmát Kisimoto Maszasi azért alkotta meg sorozata számára, hogy megmagyarázza a Naruto nindzsáinak ember- és természetfeletti erejét és képességeit. Az volt a szándéka, hogy a nindzsákról addig kialakult és rögzült benyomással szemben egy egészen új, eredeti képet mutasson olvasóinak. A különböző kézjelek használata helyettesítőként szolgáltak a más művekben található varázslatok és mágiák kiváltására, alapjukat pedig a nindzsák mozgása és a szerepjátékok világa jelentette. Maguk a kézjelek a kínai asztrológia állatövi jegyeiben gyökereznek, melynek régi hagyománya van Japánban, Kisimoto pedig a sorozat számos elemét ezekből a japán hagyományokból merítette.
Bár a csakra fogalma valójában az Indiai hitvilágnak, a Buddhizmusnak és annak más irányzatainak rendszeréhez tartozik, Kismimoto egy interjúban úgy nyilatkozott, hogy ezek közül egyik sem hatott rá mikor megalkotta a Naruto világában található csakra fogalmát. Ennek bevezetésére azért volt szüksége, hogy pontos magyarázatot adhasson nindzsái dzsucu-használatára, és a csakra fogalma leginkább egy szinonima lehet az Erőre a Csillagok háborújában vagy a varázspontokra a szerepjátékokban.

## A csakra

A csakra két összetevője: a fizikai energia és a szellemi energia

A csakra (チャクラ; Hepburn: chakra) egy energiaforma, az alapvető feltétele a Naruto nindzsái számára, hogy dzsucukat alkalmazhassanak. A nindzsák két testenergiájuk kombinációjával képesek termelni a csakrát: a fizikai energia (身体エネルギー; sintai enerugí; Hepburn: shintai enerugī) abból a milliárdnyi sejtből származik, amik felépítik az emberi testet; a szellemi energia (精神エネルギー; szeisin enerugí; Hepburn: seishin enerugī) tapasztalattal és a test fejlesztésével, kitartó edzésével nyerhető. A megtermelt csakra hasonló keringési rendszert hoz létre a testben mint annak érrendszere, és a test 361 pontján szabadítható fel. A csakra a tizenkét alapvető kézjel különböző kombinációiban való elvégzésével befolyásolható, melynek segítségével a nindzsa különböző hatásokat tud kiváltani, például járhat a vízen.
A sorozat Második része során mutatkozik be a természetmanipuláció (性質変化; szeisicu henka; Hepburn: seishitsu henka) fogalma, a csakra minőségének megváltoztatásának lehetősége. A természetmanipuláció segítségével a nindzsa képessé válik csakráját az öt alapvető elem egyikévé: földdé, vízzé, tűzzé, széllé vagy villámmá alakítani. Mind egyes elemnek megvannak a saját előnyeik és hátrányaik a többi négyhez képest, így például a tűz gyenge a vízzel szemben, de könnyedén maga alá gyűrhet egy szél-alapú dzsucut. Minden nindzsában megvan egy alapvető kötődés az egyik elemhez, ami az azon az elemen alapuló dzsucuk használatában erősebbé, tehetségesebbé teheti őt. Egy nindzsa, akiben a tűzhöz való kötödés erősebb, gyorsabban képes megtanulni egy tűzokádó-technikát, mint például a víz manipulációját. Annak megállapítása, hogy kihez melyik természet illik a legjobban, egy papírt használnak, amibe belevezetik a csakrájukat. Ha a papír összemorzsolódik, akkor föld elemű az illető. Ha elázik, akkor víz; ha elég, akkor tűz; ha félbeszakad, akkor szél; ha összegyűrődik, akkor villám.
A képzett és tapasztalt nindzsa képes megtanulni ezeknek az elemeknek a használatát; azok a nindzsák, akik elérik a dzsónin szintet legalább két elem manipulációjára képesek. Hatake Kakasi a mangában három különböző elem magas fokú kezelésében mutatott jártasságot, a sorozat animeadaptációjában pedig egy negyedikében is. Bár ezek a nindzsák kiképzésük során az elemek egymástól független, különálló használatát minden nehézség nélkül elsajátíthatják, ahhoz hogy két elemet egyetlen dzsucuban kombináljanak már nem csak tehetségre, hanem velük született kekkei genkaira van szükségük. Az ilyen adottsággal rendelkező nindzsák képesek két bizonyos elemet kombinálva egy teljesen újat létrehozni. A sorozat elején Haku, a Naruto egyik negatív szereplője például képes volt a vizet és a szelet kombinálva jeget létrehozni. A fa típussal, a föld és a víz kombinációjával az első hokage fát volt képes teremteni.

### A Nyolc Kapu

A Nyolc Kapu elhelyezkedése a testben

A Nyolc Kapu (八門; Hacsimon; Hepburn: Hachimon) nyolc bizonyos pontot jelöl a csakra keringési rendszerében, melynek befolyásolása hatással lehet a nindzsa egész testére. Kapuk sorrendben: 1. Megnyitás kapuja, 2. Pihenés kapuja, 3. Élet kapuja, 4. Fájdalom kapuja, 5. Zárás kapuja, 6. Öröm kapuja, 7. Megrázkódtatás kapuja, 8. Halál kapuja. Az a nindzsa, aki megtanulta kinyitni ezeket a kapukat, túlléphet saját fizikai korlátain bizonyos mértékű testi károsodást kockáztatva. Minden egyes újabb kapu megnyitása újabb erőforrásokat szabadít fel és újabb, egyre erősebb károsodást okoz. Mind a nyolc kapu megnyitásával a nindzsa legyőzhetetlenné válik, de testét ezáltal akkora károsodás éri, hogy ha meg is nyeri a csatát, utána ő maga is bizonyosan meghal. Rock Lee a sorozat Első része során az első öt kaput, tanára, Maito Gai a Második rész során pedig az Ucsiha Madara elleni harcban mind a nyolc kaput megnyitja.

## A dzsucuk típusai
A Naruto dzsucui három nagyobb csoportja a nindzsucu, a gendzsucu és a taidzsucu. Emellett a nindzsucut további két csoportra, a pecsétdzsucukra és a sorozat Második részében bemutatott szendzsucura bontható. Ezen csoportok mellé sorolható még a sorozat szereplőinek és klánjainak véröröksége, melyek egyedi, csak rájuk jellemző természetes adottságok és képességek.
A különböző dzsucukat a sorozatban nehézségi szintjük szerint osztályozzák, így például egy E-szintű technika alapszintű dzsucut jelöl, míg egy S-szintű dzsucu csak hosszú évek kitartó gyakorlásával sajátítható el. Ez azonban nem feltétlenül jelenti azt, hogy egy S-szintű dzsucu hatékonyabb lenne egy E-szintűnél, mivel a dzsucuk erejét nagyban befolyásolják az azokat gyakorló személyes adottságai. A betűkkel jelölt hatos skálán (E-, D-, C-, B-, A- és S-szint) kívül a dzsucuk további két megnevezéssel is osztályozhatóak. A „titkos” (秘伝; hiden) jelző azokra a dzsucukra vonatkozik, melyek fortélyai egy klánon belül generációról generációra öröklődnek. Ezeket a dzsucukat nem is szokták a hatos skálán besorolni, mivel a klánon kívül senki nem ismeri azok elsajátításának körülményeit. A „tiltott technikák” (禁術; kindzsucu; Hepburn: kinjutsu) a titkosakkal szemben besorolhatóak a hatos skálán, de elsajátításuk szigorúan tilos. Egy technika akkor esik a tiltottak körébe, ha súlyosan károsíthatja magát a használóját is, mint például a Nyolc Kapu, vagy pedig mert természetéből adódóan sötét és gonosz, mint azok, amelyeket Orocsimaru használ.

### Nindzsucu
A nindzsucu (忍術; Hepburn: ninjutsu, ’nindzsa technika’) kifejezést szinte minden olyan technikára alkalmazzák a sorozatban, amelynél gyakorlója csakrát használ olyan célra, amit egyébként saját puszta erejéből nem lenne képes megtenni. A gendzsucuval ellentétben, aminek használatával a nindzsa illúziókat és délibábokat képes létrehozni, a nindzsucu hatásai valódiak. Felhasználása az elérni kívánt céltól függően igen sokoldalú lehet; alakváltásra vagy támadások kivédésére egyaránt alkalmas. Ezeknek a technikáknak az alkalmazása magától értetődően természetes dolog a képzett nindzsák számára, akkor vetik be őket, amikor csak akarják. A jóval összetettebb nindzsucuk alkalmazójuk környezetére is hatással vannak és képesek mozgósítani a természeti elemeket is. Felhasználható lehet gyógyításra vagy a szél és a víz manipulálására is.

Az öt alap típus balról: víz, tűz, szél, villámlás, föld

Azokat nindzsucukat, amelyek természetmanipulációt használnak, aszerint osztályozhatjuk, hogy milyen természetű technikákat hoznak vele létre. Az ilyen támadásoknál, a használandó elemet, „típust” is mondják, például víz típus: vízklón dzsucu. Az adott technikáknál használt kézjelek közül az utolsó dönti el, hogy milyen természetű a technika. Ezért is próbálják a nindzsák minél gyorsabban formálni a kézjeleket, hogy az ellenség ne tudja megállapítani, hogy – amellett, hogy pontosan melyik technikát használják – milyen természetű technikákat használnak. Így lehetnek föld, víz, tűz, szél és villámlás „típusú” dzsucuk.

#### Tűz típus
A tűz típusú (火遁; katon, ’tűz felszabadítás’) dzsucuk támadó technikák, mely segítségével a nindzsa, a tűz természetét felhasználva tüzet hoz létre a csakrájából és kifújja a száján. Ezek a technikák főleg Avarrejtekben őshonosak, az Ucsiha klán tagjai gyakorlottak ennek használatában. Az utolsó kézjel a tigris. A tűz típusú technikák erősek a szél típusúakkal szemben, mivel a szél táplálja a tüzet, viszont gyengék a víz típusúak ellen. Ha tűz és a szél típust együtt használják egy dzsucuhoz, akkor a víz típusú technikák már nem jelentenek problémát. A tűz típus részese három kekkei genkai és egy kekkei túta vérörökségnek, földdel együtt láva, vízzel együtt gőz, széllel együtt perzselés, földdel és széllel egyszerre keverve pedig por típust hozza létre.

#### Víz típus
A víz típusú (水遁; szuiton; Hepburn: suiton, ’víz felszabadítás’) dzsucukat a nindzsa a víz természetét felhasználva, bizonyos mennyiségű vizet irányítva hoz létre. Ha nincs vízforrás, akkor a felhasználó saját maga létrehozhat egy kevés vizet bizonyos esetekben. Ezzel a típussal ködöt is létre lehet hozni. Ezek használata a ködrejteki nindzsáknál általános. Az utolsó kézjel a madár. A víz típusú dzsucuk erősek a tűz típusúakkal szemben, bár ettől függetlenül egy eléggé nagy erejű tűz típusú támadás legyőzheti. Gyengéje pedig a föld típus. A víz és a szél típus együttes használatával pusztító erejű technikákat lehet létrehozni. A szél típus plusz becsapódási erőt ad a víznek. A víz típus az egyik összetevője négy vérörökségnek. Széllel együtt a jég típust, földdel együtt a fa típust, tűzzel együtt a gőz típust, míg villámmal együtt a vihar típust hozza létre.

#### Szél típus
A szél típusú (風遁; fúton; Hepburn: fūton, ’szél felszabadítás’) dzsucukat a nindzsa a szél természetét felhasználva, irányítva hozza létre. Utolsó kézjel: nyúl. Mivel vágáshoz nagyszerűen használható, a közel- és középtávú sinobiknak tökéletes elem. Szarutobi Aszuma Uzumaki Narutónak megmutatta, hogy mennyire erős is ez, amikor egy szél típussal telített csakra pengét eldobott. A penge áthatolt egy fán és belefúródott egy sziklába. Egy normál penge ilyenre nem lett volna képes. Amikor Naruto a szél csakra használatát tanulta, először ketté kellett vágnia egy levelet csak a csakrájával. Ezután pedig egy vízesést, úgy, hogy elég csakrát generál ahhoz, hogy átmenetileg megállítsa a víz folyását. Ennek a lépésnek az elsajátítása azt jelentette, hogy Naruto most már igazi csata közben is tudja használni a szél típust. Ennek a típusnak a használata Homokrejtekben a leginkább elterjedt. A szél típusú dzsucuk erősek a villámlás típusúakkal szemben, míg gyengék a tűz típusúak ellen. A szél és a víz típus együttes használatával pusztító erejű technikákat lehet létrehozni. A szél típus plusz becsapódási erőt ad a víznek. A szél típus az egyik összetevője két kekkei genkai és egy kekkei túta vérörökségnek. Vízzel együtt a jég típust, tűzzel együtt a perzselés típust és földdel meg tűzzel egyszerre a por típust hozza létre.

#### Föld típus
A föld típusú (土遁; doton, ’föld felszabadítás’) dzsucukat a nindzsa a föld természetét használva képes létrehozni, úgy, hogy a körülötte lévő földet, támadó és védekező mozdulatokra hasznosítja. Az utolsó kézjel a kígyó. Ezek a technikák képesek megváltoztatni mindenféle anyag keménységét és összetételét. Az az ember aki elsajátítja ennek a típusnak a használatát, az egy adott tárgyat fém szilárdságúvá, vagy akár agyag puhaságúvá változtathat. Ennek a típusnak a használata Sziklarejtekben a leginkább elterjedt. A föld típusú dzsucuk erősek a víz típusúakkal szemben, de gyengék a villámlás típusúak ellen. A föld típus része két kekkei genkai és egy kekkei túta vérörökségnek. Vízzel együtt a fa típust, tűzzel együtt a láva és tűzzel meg széllel egyszerre a por típust hozza létre.

#### Villámlás típus
A villámlás típusú (雷遁; raiton, ’villámlás felszabadítás’) dzsucuk létrehozásához a nindzsa a csakráját elektromossággá alakítja. Éppen emiatt nagy mennyiségű csakra kell a létrehozásukhoz. Utolsó kézjel: disznó. Ezek a dzsucuk nagy sebességgel párosodnak. Ennek a típusnak a használata Felhőrejtekben a leginkább elterjedt. A víllámlás típusú dzsucuk erősek a föld típusúakkal szemben, ezzel szemben gyengék a szél típusúak ellen. A villámlás típus része egy kekkei genkai vérörökségnek, vízel együtt a vihar elemet hozza létre.

### Gendzsucu
A gendzsucu (幻術; Hepburn: genjutsu, ’illúzió-technika’) az ellenfél idegrendszerében található csakrára hat, és ily módon hoz létre illúziókat. A sorozatban leggyakrabban látható gendzsucu az egyszerű fantomok létrehozása, melyek megzavarják az ellenfelet, aki így olyan dolgokat hall, lát, szagol, ízlel vagy tapint, amik valójában nincsenek is ott. A legtöbb gendzsucu az öt érzékszervre van hatással, de más alkalmazási módjai is léteznek a technikának. A gendzsucuval sújtott személy általában megdermed vagy elveszíti az eszméletét, attól függően és mértékben, hogy mennyire képes észlelni és védekezni az adott gendzsucuval szemben. A gendzsucu hatását három módon lehet megtörni. Az első a „kioltó gendzsucu”, más néven a „gendzsucu kai” (幻術解) segítségével, mely megszakítja az áldozat csakra-keringését. Ezt, ha még képes rá maga az áldozat, de akár egy társa is megteheti. A fájdalom, melyet nem a gendzsucu hatása okoz, szintén kiszabadíthatja az áldozatot a technika hatása alól. A harmadik módszer, ha a gendzsucu alkalmazója bármilyen oknál fogva elveszíti az összpontosítást.

### Taidzsucu
A taidzsucu (体術; Hepburn: taijutsu, ’közelharc technika’) minden olyan technikát jelöl, melyek a különböző harcművészetekhez kapcsolódnak és az emberi test természetes adottságaira alapoznak. A taidzsucu közvetlenül a test fizikai és szellemi energiáit veszi igénybe, és gyakorlójának kitartásán és az edzések során megszerzett testi erején alapul. Mivel a taidzsucu nem igényel csakrát, használata jóval gyorsabb lehet mint a nindzsucu vagy a gendzsucu technikáké. A taidzsucu gyakorlója a csakrát másodlagos célokra is felhasználhatja, mint például, hogy több erőt vigyen bele egy fizikai támadásba, de a legtöbb taidzsucu technika csak ritkán alkalmazza a csakrát.

### Kekkei genkai
A kekkei genkai (血継限界, ’genetikai adottság’), vagy vérörökség olyan képesség melyek bizonyos klánok családtagjai között öröklődnek. A legtöbb ilyen klán különleges dzsucukat fejlesztett ki, mely valamilyen egyedi genetikai adottságukon alapul, ami előnyt jelent számukra a harcmezőn. Ezeket a dzsucukat mások nem tudják megtanulni vagy lemásolni. Ide tartoznak a vérörökségen alapuló dzsucuk, például a Saringan, mely a gyakorlója szemén keresztül fejti ki hatását, éppen ezért szemtechnikának, dódzsucunak (瞳術) is nevezik. Más kekkei genkaik, mint például a fa típus két különálló természeti elem vegyítésén alapulnak, amiből egy teljesen új elem jön létre. Ennek egy változata a kekkei túta, amikor három elemet kombinál össze. Ennek egyetlen változata a por típus ami a tüzet, a földet és a szelet kombinálja.

### Pecsétdzsucu
A pecsétdzsucu (封印術; fúindzsucu; Hepburn: fūinjutsu) azon technikákat foglalja magában, melyek valaminek vagy valakinek az elzárására, fogságba ejtésére szolgálnak tárgyakban vagy élőlényekben. Ennek a legelterjedtebb felhasználása a Naruto világában, hogy a nindzsák fegyvereket tárolnak papírtekercsekben, amikből így többet is szállíthatnak helytakarékos és praktikus módon. A pecsétdzsucu arra is alkalmas, hogy letiltsa a hozzáférést mások számára, például a belépést egy épületbe vagy a hozzáférést a csakrához. A legtöbbet emlegetett pecsétdzsucu a sorozatban az, amely a sorozat főhősének, Uzumaki Narutónak a testébe zárva tartja a rettegett Kilencfarkú rókadémont.

### Szendzsucu

A szendzsucu csakra a fizikai energia és a szellemi energia mellett kiegészül a természeti energiával.

A szendzsucu (仙術; Hepburn: senjutsu, ’bölcs-technika’) a sorozat Második része folyamán kerül szóba először. A lényege, hogy gyakorlója saját csakráját „természetes energiával” keveri, melyre csak olyan nindzsák képesek, akik tekintélyes csakratartalékkal rendelkeznek és képesek harmóniába kerülni a természettel. Amelyik nindzsa elsajátítja a szendzsucut, sokkal nagyobb erővel és hatékonysággal lesz képes bevetni más dzsucukat. Egy pozitív mellékhatása a szendzsucunak, hogy az idő múlásával egyre erősebbé teszi gyakorlóját, ahelyett hogy fárasztaná vagy megviselné. Ez azért történik így, mivel a szendzsucu külső forrásból elszívott energiát is használ, a szellemi és a testi energia mellett, ezért a használó sokkal hamarabb visszaszerezheti az erejét. A technikának viszont kockázatai is vannak, ugyanis ha a nindzsa nem tartja egyensúlyban természeti energiát a saját csakrájával, akkor ez az energia békává változtatja. Naruto többször is mutatott ilyen változásokat edzése alatt, de Fukaszaku botjával többször visszaváltoztatta őt. A szendzsucu a sorozatban egyedi képessége a megidézett békáknak; csak ők és emberi tanítványaik, mint például Dzsiraija és Uzumaki Naruto képesek alkalmazni.

## A sorozatban alkalmazott fontosabb dzsucuk

### Bjakugan

A Bjakugan szem

A Bjakugan (白眼; Hepburn: Byakugan, ’fehér szem’) egy egyedi szem-technika mely a Hjúga klán tagjai között öröklődik. A Bjakugan birtoklói tejfehér, pupilla nélküli szemükről ismerhetőek fel. Használatakor a pupilla még világosabbá válik és a szem körüli vérerek kidagadnak. A Bjakugan közel 360 fokos látómezőt biztosít gyakorlója számára; az egyetlen vakfolt egy apró pont a tarkón, a harmadik nyakcsigolya felett. A technika gyakorlója képes bármit figyelemmel kísérni ezen a látómezőn belül, melynek távolsága edzéssel megnövelhető. Az Első rész során Hjúga Nedzsi látótávolsága a Bjakuganjával ötven méter, melyet a Második részre már nyolcszáz méterre terjeszt ki.
A Bjakugan használója átláthat bármin a látómezején belül, emellett képesek látni ellenfele testében a csakra áramlását is. Ez lehetővé teszi számára, hogy erővel arra kényszerítse ellenfelét, hogy az felszabadítsa csakráját testének 361 pontján, megállítsa a csakra áramlását, vagy közvetlenül ellenfele belső szerveit támadja. Mivel ezt a hatást a legcsekélyebb fizikai érintkezés útján is képes véghezvinni a technikát gyakorló nindzsa, ezt a harcstílust „Gyengéd ökölnek” (柔拳; Dzsúken; Hepburn: Jūken) is nevezik. A Bjakugan és a Gyengéd ököl stílusok sokrétű felhasználhatósága miatt, a Hjúga klán biztonsági okok miatt egy bonyolult hierarchikus rendszert állított fel a családon belül. A Gyengéd ököl titkát csak a klán „felsőbb házának” tagjai sajátíthatják el, akiknek testi épségére a klán „alsóbb házának” tagjai ügyelnek. Az alsóbb ház tagjait egy átokpecséttel látják el, ami haláluk esetén azonnal elpusztítja Bjakugan-képességüket, megelőzve azt, hogy az ellenséges nindzsák a holttestet tanulmányozva eltanulhassák a technika titkait.

### Csidori

Ucsiha Szaszuke használja a Csidorit

A Csidori (千鳥; Hepburn: Chidori, ’ezer madár’) egy Hatake Kakasi által kifejlesztett dzsucu, melynek lényege, hogy villám-alapú csakráját egyik kezébe gyűjti össze. A nagy mennyiségű felgyülemlő elektromosság a madarak csiripeléséhez hasonló hangot ad, melyről a technika a nevét kapta. Miután elegendő villám-csakra gyűlt össze, a dzsucu gyakorlója nagy sebességgel ront rá ellenfelére; a sebességtől és a csakra mennyiségétől függően a Csidori képes áthatolni a legtöbb védelmen. A sorozat Első és Második része között olvasható Kakasi gaiden történet tanulsága szerint, mely Kakasi gyermekkorát mutatja be, a Csidori használata a nagy sebesség miatt csőlátást eredményez, így annak gyakorlója sebezhetővé válik az ellentámadásokkal szemben. Emiatt a hátránya miatt, a Csidori csak a Saringan-szemmel együtt használható igazán hatékonyan, mivel annak adottságai kiküszöbölhetik a csőlátás okozta hátrányt. Kakasi az Első rész során ezért is tudja megtanítani a Saringant birtokló Ucsiha Szaszukét a Csidori használatára.
A kimerítő koncentráció és a magas csakraigény miatt Kakasi és Szaszuke is egy nap csak néhányszor tudják megismételni a Csidori használatát. A Második rész során már láthatóan többször képesek alkalmazni a Csidorit az Első részhez képest, de pontos korlátaik nem ismertek. Mint a Csidori megalkotója, Kakasi olyan szintet ért el a technika használatában, hogy akár egy villámot is képes vele kettéhasítani, melyről a továbbfejlesztett technika a nevét, a Villámtörést (雷切; Raikiri, ’villámgyilkos’) is kapta. Szaszuke szintén jelentős előrelépést ér el a Csidori használatában a Második rész során, és képessé válik az összegyűjtött elektromosságot szilárd, kard vagy tűk formájában sűríteni.

### Fa típus
A fa típus (木遁; mokuton, ’fa felszabadítás’) az első hokage egyedülálló véröröksége. Az adottság lényege, hogy a föld és a víz-alapú csakra keverésével Hasirama fát, vagy fa tárgyakat volt képes létrehozni. Ezt a képességét a sorozat cselekményének kezdete előtt arra használta fel, hogy megalapítsa Avarrejteket. A fa típussal létrehozott tárgyak igen sokfélék; egy egyszerű faltól kezdődően a gyakorlójuk működő másáig. A sorozat Második része folyamán fény derült rá, hogy Jamatót beoltották Hasirama génjeivel, így ő az egyetlen élő nindzsa aki képes a fa típus gyakorlására. Egy feltehetően különálló, de szintén csak Hasiramára és Jamatóra jellemző adottság, hogy képesek a farkas démonok erejének megzabolázására. Ennek technikája, hogy gyakorlója fa cölöpöket emel ki a talajból, melyek megtámasztják a démont, vagy annak gazdatestét és elnyomják annak csakráját.

#### Más kekkei genkai elemek

Az alapelemek és a belőlük képzett kombinált elemek: legfelül jég, óramutató járásával ellentétesen, gőz, láva, fa és vihar elem

- Jég típus: a víz és a szél elem kombinációja. A Júki klán véröröksége.
- Fa típus: a víz és a föld elem kombinációja. Szendzsu Hasirama egyedülálló képessége. Jamato is csak Hasirama DNS-ével lett rá képes.
- Robbanás típus: A föld típus variációja (+villám?). A sziklarejteki nindzsák tudják elsajátítani, a sorozatban Gari és Deidara.
- Mágnes típus: Manipulációval magához húzza a tárgyakat egy érintéssel. A sorozatban feltűnik Dzsiga, aki Hinata ellen használja ezt az elemet, és kiderül, hogy Szaszori a harmadik kazekagét is emiatt rabolta és pusztította el. A negyedik kazekage is rendelkezett ezzel a technikával, de – míg a Harmadik vasat – ő a homokot vonzotta vele. (föld+szél)
- Pokoli típus: A tűz típus variációja. A jobb Mangekjó Saringan szemmel létrehozható Amateraszu az egyetlen technikája, amivel Ucsiha Itacsi és Szaszuke rendelkezett.
- Vihar típus: A víz és a villám elem kombinációja. A felhőrejteki nindzsák közül Darui birtokolja. Valamint Hirukó is ellopta egy másik nindzsától.
- Perzselés típus: Tűz égitestekből áll. Az egyetlen használója a homokrejteki Pakura, aki állítása szerint a tűz és a szél elem kombinációja.
- Láva típus: A föld és a tűz típus kombinációja. A birtoklói: az ötödik mizukage, Terumi Mei, Rósi és démonja, a négyfarkú majomdémon.
- Gőz típus: A tűz és a víz kombinációja. Terumi Mei birtokolja.
- Por típus: Az egyetlen kekkei túta. Használói: Mú, a második és tanítványa, Ónoki, a harmadik Cucsikage. Elemek: Tűz, szél föld.
- Kristály típus: Keveset tudunk róla. Az egyetlen birtoklója Guren, Orocsimaru ismerőse.

A következő dzsucuk a Naruto Sippúden harmadik mozifilmjében szerepeltek, és Hirukó, egy volt avarrejteki nindzsa lopta el őket három ismeretlen nindzsától.
- Gyorsaság típus: Ezzel az elemmel senki nem ér utol.
- Acél típus: Aki ezt az elemet birtokolja, azt nem fogja a fegyver vasa.
- Sötét típus: Ezzel az elemmel el lehet szívni az emberek csakráját, és ki lehet vizsgálni.

### Orocsimaru átokbillogja

Az átokbillog

Orocsimaru átokbillog dzsucuja (呪印術; dzsuin dzsucu; Hepburn: juin jutsu, ’átokpecsét’) egy különleges pecsét-technika, mely felerősíti alattvalóinak erejét és egyben megnöveli felettük a befolyását is. A sorozatban akkor szerepel először, mikor Orocsimaru ellátja vele Ucsiha Szaszukét. Miután a nyakán megjelölte vele, Orocsimaru eszméletlen állapotban hagyta a fiút, amíg eldőlt, hogy a szervezete elfogadja vagy kiveti magából a billogot. Szaszuke túléli a beavatkozást és hozzáférése nyílik a billog első szintjéhez. Ezen a szinten a billog elterjed a megjelölt személy egész testében és megnöveli annak csakratartalékát és fizikai teljesítőképességét. Ha a billog működése megszűnik, a test kimerül, mivel a használat során minden tartalékát felélte. Továbbá, ha túl sokáig használják a második szinten, a viselő elveszítheti saját énjét és a testét felemésztheti a billog. Legrosszabb esetben halált okoz. Orocsimaru valójában az átokbillogot mellékhatása miatt jelölte meg vele Szaszukét: működése során a billog befolyást gyakorol a megjelölt személy tudatára és fogékonyabbá teszi azt Orocsimaru befolyására.
A sorozat Első részének vége felé mutatkozik be Orocsimaru személyes testőrsége, a Hang Négyese. A csapat minden tagját Orocsimaru egy másfajta kinézetű átokbilloggal látta el, akik közül mindegyik hozzáférhet annak második szintjéhez. Ennek eléréshez a billog viselőjének engednie kell, hogy az átokbillog teljesen eluralja testét, amit az drasztikusan átalakít és az első szintet jóval meghaladóan felerősít. A Hang Négyese egy különleges szer segítségével nyújtott hozzáférést a második szinthez Szaszuke számára. Miután elérte a második szintet, Szaszuke edzésbe kezdett, hogy uralni tudja átokpecsétjét; a Második rész során rájön, hogyan tudja a második szint átalakító hatását csupán egyes testrészeire korlátozni. Később Szaszuke Orocsimaru átokbillogjának forrásával, Dzsúgóval is találkozik. Dzsúgo szervezete természetes úton választ ki egy olyan enzimet, ami képes átalakítani testét. Miután Orocsimarunak sikerült kivonnia ezt az enzimet Dzsúgo szervezetéből, bárkit elláthatott vele és annak segítségével egy hűséges követősereget létrehozni, akik minden parancsát teljesítik. Igaz, az átokbillog birtoklói csak egy formát képesek felvenni, ezzel szemben Dzsúgo több féle formát is képes felvenni.

### Báb-technika
A báb-technika (傀儡の術; kugucu no dzsucu; Hepburn: kugutsu no jutsu) egy Homokrejtek falujából származó dzsucu, mely csakra-szálakat használ különböző dolgok, általában bábok mozgatására. A bábjátékos, vagy bábmester szálakat formálva csakrájából ujjait a báb egyes pontjaihoz rögzíti, így azt az ujja és keze finom és összehangolt mozgatásával tudja irányítani. A tapasztalt bábmesterek több bábot is képesek egyszerre mozgatni; Csijo, Homokrejtek egyik nindzsája például tíz bábot képes egyszerre irányítani, mindegyik ujjával egyet. Mivel a bábmester szinte kizárólag bábjaik titkos fegyvereire és képességeire hagyatkoznak a harcok során, a technikának ők maguk a leggyengébb pontjai, ezért igyekeznek minél messzebb tartózkodni a csata helyszínétől és személyesen kimaradni a harcból. A bábok általában nem képesek a csakra használatára. Szaszori, az Akacuki nevű bűnszervezet egyik tagja ezt úgy küszöbölte ki, hogy bábjait emberi testekből készítette le, megőrizve azok csakráját és az elhunyt eredetileg birtokolt különleges képességeit is. A sorozatban leggyakrabban szereplő bábjátékos Kankuró, aki a történetek során egyre többféle bábbal gyarapítja fegyverarzenálját.

### Raszengan

Uzumaki Naruto Raszenganja

A Raszengant (螺旋丸; Hepburn: Rasengan, ’Spirálgömb’) Namikaze Minato fejlesztette ki három év kísérletezés után. A Raszengan egy csakrából álló, spirálisan örvénylő gömb melyet az előhívója a kezében formáz meg és mindenen átfúrja magát, amivel csak érintkezik. A technika akkor tűnik fel először a sorozatban mikor Dzsiraija, Minato egykori tanára annak fiának, Uzumaki Narutónak igyekszik megtanítani, hogy az sikerrel legyen képes szembeszállni Ucsiha Szaszuke Csidorijával. Mivel a Raszengan igen összetett technika, Naruto három lépésben sajátította el azt: először mozgásba hozni a csakrát, megfelelő mennyiségű erőt vinni bele, majd pedig gömbbé formálni. Narutónak komoly gondjai adódtak az utolsó lépéssel, ezért Kage bunsin no dzsucuját segítségül hívva megsokszorozta magát, hogy míg másolatai a Raszengan formáját alakítják ki, addig ő a csakrát szolgáltatja a támadáshoz.
A sorozat Második részében a Raszengan újabb változatai bukkannak fel. Naruto és Dzsiraija egyaránt képesek létrehozni egy Nagy Labda (大玉; Ódama) Raszengant, mely sokkal erősebb mint a támadás alapformája. Emellett Dzsiraija kifejlesztette a Legvégső Óriás (超大玉; Csó Ódama) Raszengant, mely az Ódama Raszengannál is sokkal nagyobb és erősebb. Minato tanítványa, Hatake Kakasi, valamint Naruto tanítványa, Konohamaru szintén képesek használni a Raszengant. Kakasi elárulta Narutónak, hogy Minato eredetileg azt tervezte, hogy a Raszengant elemi-csakrájával fogja vegyíteni, de ennek kifejlesztésére már nem volt lehetősége, így a technika csupán félkész állapotban van. Naruto a Kage bunsin no dzsucujával képes volt befejezni apja munkáját: két klónjával a Raszengan alakjára ügyel, míg ő szél-alapú csakráját vegyíti a támadásba, így létrehozva a „Szél típus: Raszensurikent” (風遁・螺旋手裏剣; Fúton: Raszen suriken). Annak ellenére, hogy a támadás formáját csak néhány másodpercig képes fenntartani, az súlyos sérüléseket képes okozni mindenkinek, akivel kapcsolatba került. A támadás apró tűket formál, melyek elpusztítják az összes csakra-edényt az áldozat testében. Narutónak ezzel a technikával sikerült legyőznie az Akacuki egyik tagját, Kakuzut egyetlen támadással.

### Kage bunsin no dzsucu
A Kage bunsin no dzsucu (影分身の術, ’Árnyékklón-technika’) a sorozat főhősének, Uzumaki Narutónak a védjegye, és egyike az első dzsucuknak, amik a Narutóban feltűntek. A Kage bunsin no dzsucu segítségével egy nindzsa képes másolatokat készíteni magáról, amik kölcsönhatásba tudnak lépni környezetükkel, képesek dzsucukat végrehajtani és harcolni. Ha nagyobb sérülés éri őket, vagy alkotójuk visszahívja őket, egy puffanás, valamint egy füstfelhő kíséretében eltűnnek. Ha egy nindzsa másolatokat hoz létre, csakrája arányosan eloszlik közöttük. A legtöbb nindzsa emiatt csak néhány másolatot készíthet magáról, de mivel Narutónak hatalmas mennyiségű csakratartalék áll rendelkezésére, így akár több ezret is teremthet.
A Második rész során Naruto felfedezi, hogy a másolatok által szerzett tapasztalat átszáll azok előhívójára, miután a másolatok eltűnnek. Annak ellenére, hogy számos alkalommal vetett be másolatokat a sorozat történeteiben, ezt a hatást mindaddig nem vette észre, míg Hatake Kakasi fel nem hívta rá a figyelmét. Azóta ezt Naruto arra használta fel, hogy meggyorsítsa a kiképzését. Mikor új technikát tanul, a másolataival együtt kezd gyakorolni, így egyetlen nap alatt annyi tapasztalatot képes összegyűjteni az új dzsucu használatáról, mint egyedüli edzés során egy év alatt. Naruto a másolatait felderítésre, az ellenfele taktikájának kipuhatolására vagy nagy területek gyors átkutatására is használja.

### Saringan

A Saringan szem

A Saringan (写輪眼; Hepburn: Sharingan, ’Másoló kerék szem’) egy vérörökségen alapuló szem-technika, melyet az Ucsiha klán tagjai birtokolnak. A képesség nem aktív a születéstől kezdődően, általában egy feszült helyzetben, például a harcmezőn egy csata közben ébred fel a képesség, mely után a Saringan már szabadon használható. Első használatakor a szemen csak egyetlen tomoe látható, de a technika magasabb fokú elsajátítása után még két hasonló jel jelenik meg rajta. Hatake Kakasi egy fél, átültetett Saringan-szemmel rendelkezik, melyet csapattársa és barátja, Ucsiha Obito hagyott rá halála előtt. Mivel Kakasi nem tagja az Ucsiha klánnak, Saringanja állandóan működik, így csakratartalékait is gyorsan kimeríti, ezért a hosszabb harcok után kénytelen huzamosabb ideig pihenni. Az Ucsiha klán tagjai számára a Saringan használata csak csekély mennyiségű csakrába kerül; az Akacuki egyik tagja, Ucsiha Itacsi például folyamatosan használja.
A folyamatos edzés és tanulás eredményeként a Saringan három egyedi képességgel látja el használóját. A Naruto világában igen hírhedt és irigyelt adottsága, hogy a Saringan birtokosa képes megfigyelés útján lemásolni más nindzsák dzsucuit. A Saringan második képessége, hogy használóját olyan előérzettel látja el, mely segítségével igen nagy bizonyossággal képes megjósolni ellenfelei mozdulatait, vagy gyorsan mozgó tárgyak pályáját. Ez lehetővé teszi a gendzsucu-technikák és a csakra más formáinak gyors felismerését is. A harmadik képessége egy egyfajta hipnózis, amivel a Saringan birtokosa idegen gondolatokat ültethet ellenfele agyába, így akár illúziók létrehozására vagy az emlékek módosítására is alkalmas.

#### Mangekjó Saringan

Különböző Mangekjó Saringanok

A Mangekjó Saringan (万華鏡写輪眼; Hepburn: Mangekjō Sharingan, ’Kaleidoszkóp másoló kerék szem’) a Saringan egy továbbfejlesztett változata, mely a sorozat Első része vége felé szerepel először. Az akkor adott magyarázat szerint a Mangekjó Saringan egy ritka adottság az Ucsiha klán tagjai között, és csak azokban található meg, akik megölték a legközelebbi barátjukat. A Második részben fény derül rá, hogy ez az információ helytelen. Miután Ucsiha Madara, az első klántag felfedezte a Mangekjó Saringant, a klánon belül hagyománnyá vált, hogy a nindzsák meggyilkolják barátaikat, hogy megszerezzék a képességet. A Mangekjó Saringan megszerzéséhez azonban nem szükséges feltétlenül gyilkolni, a képességet egy közelálló személy természetes halála is felébresztheti. Ucsiha Szaszuke akkor szerzi meg ezt a képességet, mikor elveszíti bátyját, Ucsiha Itacsit. Hatake Kakasi pedig Rin halálakor szerzi meg a Mangekjó Saringant. Először Obitóban ébred fel, s mivel egy szempárról van szó (Kakasi Obito bal Saringanját birtokolja), így Kakasi is jogosult lesz a Mangekjó Sharingan használatára.
Ellentétben a Saringannal, ami minden birtokosában ugyanolyan formában jelenik meg, a Mangekjó Saringan tomoe-jele mindenkin másként jelentkezik. A Mangekjó Saringan által kölcsönzött képesség szintén személyenként változó. Az egyetlen, a Mangekjó Saringan által kölcsönzött, minden birtokosában közös adottság a kilencfarkú rókadémon felett gyakorolt uralom. A Mangekjó Saringan gyakori használatának káros mellékhatása a látás egyre súlyosbodó romlása, mely végül vaksághoz vezet. A látás tartósan megőrizhető egy vértestvér szemének átültetésével, aki szintén birtokában van a Mangekjó Saringannak. Az eljárás során a két személy által birtokolt képességek egyetlen erővé olvadnak össze. Ucsiha Madara és Ucsiha Szaszuke az egyetlenek, akik rendelkeznek ezzel az „örök” Mangekjó Saringannal.

### Sinobi idézés
Az sinobi idézés (口寄せの術; kucsijosze no dzsucu; Hepburn: kuchiyose no jutsu, ’idéző-technika’) képessé teszi a nindzsát arra, hogy különböző lényeket hívjon elő, akik támogatják őt a harcok során. A megidézett lények a saját egyedi képességeiket és fegyvereket használhatják a csatában. Annak érdekében, hogy egy nindzsa bármit is meg tudjon idézni, előtte egy szerződést kell kötnie a megidézni kívánt lénnyel, melyet a saját vérével kell aláírnia. Ezután ha elő akarja hívni a lényt, a kezét a talajhoz kell érintenie, mely általában véradománnyal is jár, emellett a megfelelő mennyiségű csakrának is a rendelkezésére kell állnia, hogy a lényt a kívánt helyen idézze meg. Az Idéző-technikát számos szereplő gyakorolja a sorozatban, és mindegyikük más-más lényt képes megidézni. A legtöbbet látott lények az Uzumaki Naruto által megidézett békák és az Orocsimaru által megidézett kígyók. Narutonak Dzsiraija tanitja meg ezt a technikát, szintén nagy nehézségek árán tanulja meg mint a Raszengant, viszont sokszor nagy hasznára válik neki mind a két dzsucu. A sorozat Második részében az is látható, hogy a megidézett lények képesek további fajtársaik előhívására, valamint ők maguk is képesek megidézni a velük szerződött nindzsát. Ez a kölcsönös megidézés lehetősége nagyban meg is gyorsíthatja a helyváltoztatást egyes szereplők számára a Naruto világában.

### Szentségtelen teremtés
A Szentségtelen teremtés (土穢転生; Edó tenszei; Hepburn: Edō tensei, ’Tisztátalan világ’) mindkét részben bemutatásra kerül. A technika egy élő testbe egy halott ember DNS-ének betáplálásával a halott embert hozza vissza. Aki a források szerint csinálta: Szendzsu Tobirama (ő a technika alkotója), Orocsimaru és Jakusi Kabuto. Tobirama (a második hokage) a gyengébbik változatát mutatta be, majd Orocsimaru egy fejlesztett változatot, amikor Szendzsu Hasiramát és Szendzsu Tobiramát kelti életre Szarutobi Hiruzen megölésére, de Kabuto ezt is tökéletesítette a Második részben, amikor 34 nindzsát keltett életre: az Akacuki halott tagjait, a halott dzsincsúrikiket, számos halott kagét és különleges képességű nindzsát.
Később, amikor Orocsimaru visszatért a halálból és feltámasztotta a korábbi négy hokagét, ő használta ezt a dzsucut a legtökéletesebb formájában. A dzsucunak ezt a szintjét úgy érte el, hogy a technikát megerősítette Hasirama sejtjeivel, így a feltámasztottak korábbi teljes erejüket használni tudták, illetve nem is tudtak kiszabadulni a dzsucu fogása alól (mint a második hokage, aki megpróbálta), a használó teljesen tudta érvényesíteni akaratát a feltámasztottak akaratával szemben. Az egyetlen ember, aki ki tudott volna szabadulni a dzsucu irányítása alól az Szendzsu Hasirama volt, hiszen az ő sejtjeit használta Orocsimaru a technika megerősítéséhez.

### Rinnegan

A Rinnegan szem

A Rinnegan a Saringan végső változata, képes megidézni a Gedo Mazot és ezzel együtt a tízfarkút, amit a többi kilenc farkasdémon kinyerésével lehet megidézni. A Rinnegan eredetileg csak a Rikudo Sennin (Hat út bölcse) birtokában volt, később Ucsiha Madara is felébresztette, Szendzsu Hasirama sejtjeinek segítségével. Madara a halála előtt a szemeit átültette Nagatóba, majd annak halála után visszakerültek hozzá. Később a Hat út bölcse odaadta erejének felét Ucsiha Szaszukének, aki szintén felébresztette ezt a szemet.
A Rinnegan a Gedo Mazo megidézésén kívűl számtalan képességgel rendelkezik, képes tárgyakat ellökni és magához húzni, fegyvereket alkotni a használója testéből, valamint képes a Fájdalom Hat Útja nevű technikára, amit Nagato és Obito használt. Ucsiha Madara képes egy Limbo nevű technikára, amivel csak saját maga által látható klónokat hoz létre. Ucsiha Szaszuke Rinneganja segítségével képes a teleportálásra is.

### Tenszeigan

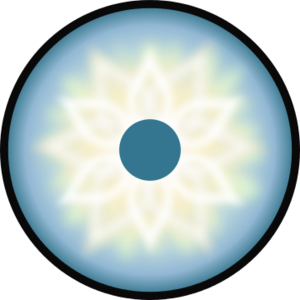
A Tenszeigan szem

A Tenszeigan a Bjakugan végső változata. Csak a hetedik mozifilm során volt látható, ismert használói Ocucuki Hamura és Ocucuki Toneri. A Tenszeigan felébresztéséhez az Ocucuki és a Hjúga klán DNS-ét kell vegyíteni. Ezt Toneri úgy érte el, hogy beültette magának Hjúga Hanabi szemeit. Képességei között található a tárgyak taszítása és húzása a Rinneganhoz hasonlóan, valamint a használó képes belépni a Tenszeigan Csakra Módba, amiben képes használni minden elemet és képes Igazságkereső Gömböket idézni.

## Kritikák és a dzsucuk megítélése
A Sónen Jump számos népszerűségei szavazást írt ki a sorozatban szereplő technikákról. Eddig valamennyi ilyen hivatalos szavazáson az olvasók a Raszengant helyezték az első, a Csidorit pedig a második helyre. A Naruto első sorozatkalauzában közölt szavazás eredményében ennek a két dzsucunak a helyezése megfordult; a Csidori került az első, a Raszengan a második helyre. Az IGN egyik írója, Ramsey Isler által összeállított tízes dzsucu-toplistán a Raszengan ismét az első, a Csidori a második helyen végzett. Számos Naruto-reklámtermék, köztük például akciófigurák és ruhadarabok készültek a sorozat szereplőiről, melyek azokat valamilyen dzsucujuk végrehajtása közben ábrázolják.
Számos, a mangákkal, animékkel, videojátékokkal és egyéb kapcsolódó ágazatokkal foglalkozó média illette pozitív, illetve negatív kritikával a sorozatban látható dzsucukat. Az IGN ismertetőjében a dzsucukat „a sorozat legszórakoztatóbb” részének nevezte, és véleménye szerint a „bonyolult és látványos kézjelek, az egyedi technikák és a tisztán pusztító erejű nindzsucuk egyike azon összetevőknek, amik a sorozatot annyira népszerűvé tették”. A T.H.E.M. Anime Reviews véleménye szerint is a sorozat népszerűsége a harci jelenetekre vezethető vissza és dicsérettel írt a Narutóban látható egyedi harci stílusokról és technikákról, amik „folyamatosan élettel töltik meg az akciójeleneteket”. Ezzel együtt azonban kifogásolta, hogy egyes technikákat, mint például Uzumaki Naruto Kage bunsin no dzsucuját túl sokat ismétlik, és ez idővel unalmassá is teheti a harcokat. Az Anime News Network véleménye szerint a harcok lefolyása a sorozatban a Naruto egyik gyenge pontja, melyben a „heves viaskodást egy elégikus végkifejlet követ”, melyet némiképp ellensúlyoz a sorozat sikerformulája, melyben a „gonosztevők gonoszak, a hősök szimpatikusak, a tétek pedig nagyok”. A Mondo magazin megemlíti, hogy a csaták végeredménye nem csak a küzdők testi erejétől függ. Az is számít, hogy ki milyen jól használja a környezetét, illetve mennyire tudja kihasználni ellenfele hiányosságait. Kiemeli a dzsucuk sokszínűségét, melynek rendszerét egy „komoly mágiarendszernek” nevezi. Véleményük szerint ezen tényezők által emlékezetes, változatos csatákat láthatunk.
Az Anime News Network a manga nyolcadik kötetétől a tizedikig terjedő ismertetőiben nehezményezte, hogy a harcokat gyakran megszakítja egy hosszú (és gyakran felesleges) ismertető az éppen használt stratégiáról és különleges technikákról. Ezzel együtt azonban a jelenetek képi ábrázolását szinte kifogástalannak és módfelett energikusnak jellemezte, amiket még ezek a szükségtelen magyarázatok és visszatekintések sem halványítanak el. Az anime 132–134. epizódjában látható párharc képi kivitelezését Uzumaki Naruto és Ucsiha Szaszuke között hasonlóan dicsérő kritikával illette az ANN, bár megjegyezte hogy az oda vezető és elhúzódó történet, valamint és harc vontatottsága itt is negatív hatást fejt ki az összképre.